# Хылхына
Хылхына (азерб. Xılxına) — село в Хылхынском административно-территориальном округе Акстафинского района Азербайджана.

## Этимология
По мнению исследователей, название села происходит от слов «хыл» (с татского — «овраг») и древнего топонима «Хунан».

## История
Село Хилхина 1-я в 1913 году согласно административно-территориальному делению Елизаветпольской губернии относилось к Халфалинскому сельскому обществу Казахского уезда.
В 1926 году согласно административно-территориальному делению Азербайджанской ССР село относилось к дайре Казах Казахского уезда.
С 24 января 1939 года село входило в состав Акстафинского района, который 4 декабря 1959 года был ликвидирован, а населенный пункт передан в состав Казахского района.
Согласно административному делению 1961 и 1977 года село Хылхына входило в Дюзкышлакский сельсовет Казахского района Азербайджанской ССР.
24 апреля 1990 года село передано в состав новообразованного Акстафинского района. 25 мая 1991 года село передано в состав Карагасанлинского сельского совета.
В 1999 году в Азербайджане была проведена административная реформа и внутри Карагасанлинского административно-территориального округа был учрежден Карагасанлинский муниципалитет Акстафинского района. 5 июля 2000 года из состава Карагасанлинского административно-территориального округа выделен новый, Хылхынский, а в 2004 году селу был предоставлен собственный муниципалитет.

## География
Хылхына расположена на берегу реки Акстафа.
Село находится в 22 км от райцентра Акстафа и в 470 км от Баку. Ближайшая железнодорожная станция — Казах.
Село находится на высоте 311 метров над уровнем моря.

## Население
| Численность населения | Численность населения | Численность населения | Численность населения |
| 1886                  | 1976                  | 1999                  | 2009                  |
| --------------------- | --------------------- | --------------------- | --------------------- |
| 184                   | ↗1190                 | ↘886                  | ↗1035                 |

В 1886 году в селе проживало 184 человека, все — азербайджанцы, по вероисповеданию — мусульмане-шииты.

## Климат
Среднегодовая температура воздуха в селе составляет +13,9 °C. В селе полупустынный климат.

## Инфраструктура
В советское время в селе располагались виноградники виноградарского совхоза.
В селе расположены средняя школа, клуб, детский ясли-сад, медицинский пункт.